# Паул Ницон
Паул Ницон (на немски: Paul Nizon) е швейцарски изкуствовед и писател, автор на романи и есета.

## Биография
Паул Ницон е син на руски химик, а майка му произлиза от Берн. След като полага зрелостен изпит, изучава история на изкуството, класическа археология и германистика в университетите на Берн и Мюнхен. През 1957 г. става доктор по философия с теза върху Винсент ван Гог („Ранният изобразителен стил. Изследване върху художествената форма и отношението ѝ към психологията и светогледа на художника“).
След това Низон работи до 1959 г. като научен асистент в Бернския исторически музей. През 1960 г. пребивава в Рим като стипендиант в Istituto Svizzero di Roma. През 1961 г. става водещ художествен критик на Нойе Цюрхер Цайтунг.
Паул Ницон напуска престижния си пост в полза на несигурния живот в литературата. Това решение намира отглас в творбите му, напр. в книгата му „Потъване. Протокол от едно пътуване“ („Untertauchen. Protokoll einer Reise“) (1972). Според критика Хилмар Клуте творчеството на Паул Ницон представлява „безкрайна автобиографична поредица от романи и дневници“.
След 1962 г. Паул Ницон живее последователно в Мюнхен и Берлин, а от 1977 г. – в Париж като писател на свободна практика. През 1962 г. гостува на свободното литературно сдружение „Група 47“ в Берлин. Там се запознава с писатели като Гюнтер Грас, Мартин Валзер и Ингеборг Бахман и чете от втората си книга „Канто“ („Canto“) (1963).
Паул Ницон е на няколко пъти гост-доцент, напр. през 1984 г. в Гьоте университет Франкфурт на Майн и през 1987 г. в Washington University in St. Louis (САЩ).
От 1971 г. Ницон членува в Швейцарския писателски съюз, а от 1980 г. – в немско-швейцарския ПЕН клуб. От 2011 г. е член на Немската академия за език и литература в Дармщат.

### Отделни издания
- Bildteppiche und Antependien im Historischen Museum Bern (mit Michael Stettler, 1959.
- Die gleitenden Plätze, 1959, 1990
- Die Anfänge Vincent van Goghs, der Zeichnungsstil der holländischen Zeit, Dissertation, 1960
- Canto, 1963, 1993
- Lebensfreude in Bildern großer Meister, 1969
- Diskurs in der Enge. Aufsätze zur Schweizer Kunst, 1970
- Friedrich Kuhn. Hungerkünstler und Palmenhändler, 1970
- Im Hause enden die Geschichten, 1971
- Swiss made. Portraits, Hommages, Curricula, 1971
- Untertauchen. Protokoll einer Reise, 1972, 1999
- Stolz, Roman, 1975, 2006
- Das Jahr der Liebe, Roman, 1981
- Aber wo ist das Leben. Ein Lesebuch, 1983
- Am Schreiben gehen. Frankfurter Vorlesungen, 1985
- Im Bauch des Wals. Caprichos, 1989
- Über den Tag und durch die Jahre. Essays, Nachrichten, Depeschen, 1991
- Das Auge des Kuriers, 1994
- Die Innenseite des Mantels. Journal 1980–1989, 1995
- Hund. Beichte am Mittag, Roman, 1998
- Taubenfraß, 1999
- Die Erstausgaben der Gefühle. Journal 1961–1972, 2002
- Abschied von Europa, 2003
- Das Drehbuch der Liebe. Journal 1973–1979, 2004
- Das Fell der Forelle, Roman, 2005
- Die Republik Nizon. Eine Biographie in Gesprächen, 2005
- Die Zettel des Kuriers. Journal 1990–1999, 2008
- Goya, Essay, 2011
- Urkundenfälschung. Journal 2000–2010, 2012[2]
- Parisiana, 2015

### Събрани съчинения
- Gesammelte Werke, 7 Bände, am Main 1999
  - Band 1: Canto
  - Band 2: Im Hause enden die Geschichten
  - Band 3: Untertauchen
  - Band 4: Stolz
  - Band 5: Das Jahr der Liebe
  - Band 6: Im Bauch des Wals
  - Band 7: Hund
- Romane, Erzählungen, Journale, 2009
- Die Belagerung der Welt – Romanjahre, 2013

## Награди и отличия
- 1972: „Награда Конрад Фердинанд Майер“
- 1976: „Бременска литературна награда“ für den Roman Stolz
- 1982: „Награда на Швейцарска Фондация „Шилер““ за цялостно творчество
- 1982: „Награда на немската критика“
- 1984: „Литературна награда на Берн“
- 1988: «Chevalier» des französischen Ordre des Arts et des Lettres
- 1988: Preis des Senders France Culture für ausländische Literatur
- 1989: Torcello-Preis der Peter Suhrkamp-Stiftung
- 1990: „Награда Мари Луизе Кашниц“
- 1992: Kunstpreis für Literatur der Stadt Zürich
- 1993: Amt des Stadtschreibers von Bergen
- 1994: Grosser Literaturpreis des Kantons Bern
- 1996: „Награда Ерих Фрид“
- 2003: Buchpreis des Kantons Bern
- 2004: André-Gide-Preis für Die Erstausgaben der Gefühle und seine Übersetzerin Diane Meur in das Französische
- 2007: „Кранихщайнска литературна награда“
- 2010: „Австрийска държавна награда за европейска литература“
- 2012: Literaturpreis des Kantons Bern
- 2014: Grand Prix Literatur
- 2017: Gert-Jonke-Preis